# A História Continua
A História Continua é o sexto álbum ao vivo e o sexto DVD da dupla sertaneja brasileira Rionegro & Solimões. Foi gravado em 8 de dezembro de 2021 em Goiânia, Goiás, e lançado em 25 de maio de 2023 pela Som Livre. Teve como sucessos as canções "Vida de Cão" e "Hábito Previsível", com Gusttavo Lima, "Saudade de Ex" e "Frio da Madrugada", com Jorge & Mateus, "Saudade Atemporal" e "Tô Mal", com Henrique & Juliano, "Ninguém Faz Igual", "Foi Bom, Mas Não Foi Diferente" e "Bão Pra Eu Aprender".

## Sobre o álbum
Após 18 anos sem gravar um DVD oficial, Rionegro e Solimões fizeram história na noite de 8 de dezembro de 2021. Foi nesta data que, em meio a uma grande comoção, emoção e muita felicidade a dupla carimbou a concretização de mais um megaprojeto, gravando seu mais novo DVD, A História Continua. A captação reuniu músicas inéditas e grandes sucessos de carreira e teve também a participação especial de grandes sertanejos, corroborando a grandiosidade do acontecido. O tão aguardado momento finalmente já pode ser revelado. É com grande felicidade e orgulho que Rionegro e Solimões revelam as participações especiais de Gusttavo Lima, Jorge e Mateus e Henrique e Juliano. “Pra nós é uma honra anunciar esses amigos. Com certeza, eles somarão muito no nosso novo produto e vai ser muito divertido dividir o palco com eles”, carimba Rionegro. “Sem dúvida, eles têm um talento ímpar e fico muito feliz de estar com eles. Agora, juntos, decidimos quais músicas cantaremos”, completa Solimões.
Contando com 18 faixas, que alternam entre inéditas e sucessos de carreira, a dupla escalou um time de peso para trabalhar nos bastidores. A direção de vídeo foi assinada por André Caverna, da Caverna Filmes, a produção musical ficou a cargo de uma referência no meio musical: Junior Melo e a produção executiva foi comandada pela Mega Produções Artísticas – Cláudio Roberto e Manolo Boaventura. "O nome não poderia ser diferente. Todo artista precisa dar continuidade a sua história através de sua obra e é exatamente isso que estamos fazendo, continuando a nossa história na música sertaneja brasileira", explica o cantor. "Estamos na fase final de escolha de repertório e posso confirmar que vem muita moda boa. Em primeira mão, adiantando que o show de 'A História Continua' será gravado em Goiânia, mais precisamente no espaço Dois Ipês. Escolhemos a cidade por conta dela ser a capital do nosso gênero e por grandes artistas morarem lá. Goiânia é a vanguarda sertaneja," completa Solimões sobre a escolha da cidade.

## Faixas
| N.º            | Título                                                  | Compositor(es)                                                                       | Duração |  |
| 1.             | "Saudade de Ex" (part. Jorge & Mateus)                  | Diego Silveira / Kito / Rafael Borges / Elcio Di Carvalho / Júnior Pepato            | 2:54    |  |
| 2.             | "Ninguém Faz Igual"                                     | Diego Silveira / Rafael Borges / Elcio Di Carvalho / Kito / Júnior Pepato            | 2:53    |  |
| 3.             | "Saudade Atemporal" (part. Henrique & Juliano)          | Diego Silveira / Kito / Rafael Borges / Elcio Di Carvalho / Júnior Pepato / Rionegro | 3:21    |  |
| 4.             | "Pot-Pourri: Peão Apaixonado / De São Paulo à Belém"    | Pinóchio; Pinóchio / Nilma                                                           | 4:34    |  |
| 5.             | "Frio da Madrugada" (part. Jorge & Mateus)              | Pinóchio                                                                             | 4:05    |  |
| 6.             | "Tô Mal" (part. Henrique & Juliano)                     | Gabriel                                                                              | 3:12    |  |
| 7.             | "Pot-Pourri: Na Sola da Bota / Bate o Pé"               | Chico Amado; Rionegro / Dermes                                                       | 2:45    |  |
| 8.             | "Vida de Cão" (part. Gusttavo Lima)                     | Rionegro                                                                             | 3:50    |  |
| 9.             | "Pot-Pourri: A Gente Se Entrega / Ô de Casa, Ô de Fora" | Pinóchio; Carlos Eduardo / Pinóchio / Alexandre                                      | 3:53    |  |
| 10.            | "Hábito Previsível" (part. Gusttavo Lima)               | Juan Marcos / Luigi / Lucas Carvalho / Willian Santos                                | 3:17    |  |
| 11.            | "Só Lembranças"                                         | Rionegro / Domiciano                                                                 | 3:18    |  |
| 12.            | "Lenço"                                                 | Diego Silveira / Rafael Borges / Lari Ferreira / Júnior Pepato                       | 2:57    |  |
| 13.            | "Um Pouquinho de Você"                                  | Toninho Mesquita / Rionegro                                                          | 4:24    |  |
| 14.            | "Foi Bom, Mas Não Foi Diferente"                        | Philipe Pancadinha / Thales Lessa / Victor Hugo / Rionegro                           | 2:48    |  |
| 15.            | "Bão Pra Eu Aprender"                                   | Chico Amado / Israel Alves                                                           | 3:02    |  |
| 16.            | "Divergência"                                           | Diego Silveira / Kito / Rafael Borges / Elcio de Carvalho / Júnior Pepato            | 3:04    |  |
| 17.            | "Fui"                                                   | Diego Silveira / Kito / Rafael Borges / Elcio Carvalho / Júnior Pepato / Rionegro    | 2:47    |  |
| 18.            | "Alqueirão de Saudade"                                  | Philipe Pancadinha / Thales Lessa / Victor Hugo / Rionegro                           | 3:06    |  |
| 19.            | "Tem Que Ter Modão"                                     | Rionegro                                                                             | 2:37    |  |
| Duração total: | Duração total:                                          | Duração total:                                                                       | 1:00:03 |  |